# Bruno Wilson
Bruno Ricardo Valdez Wilson (Lisboa, Portugal, 27 de diciembre de 1996), más conocido como Bruno Wilson, es un futbolista portugués que juega en la posición de defensa en las filas del San Jose Earthquakes de la Major League Soccer. 

## Trayectoria
Nacido en Lisboa, es un defensa formado en la academia del Sporting C. P. en el que jugó hasta acabar su etapa juvenil en 2016.
El 3 de enero de 2016 firmó un contrato por dos años con el Sporting Clube de Braga, siendo asignado a su equipo filial. El 11 de diciembre de 2016 debutó con el primer equipo a las órdenes de José Peseiro jugando los 90 minutos del encuentro de la Primeira Liga en casa frente al F. C. Paços de Ferreira en el que lograron la victoria por tres goles a cero.
Tras dos temporadas participando en el filial, el 26 de junio de 2019 firmó un contrato de tres temporada con el C. D. Tondela, quedándose el Sporting de Braga con el 50% del pase del jugador. Durante la primera vuelta de la temporada disputó 17 partidos y anotó dos goles.
El 31 de enero de 2020 regresó al Sporting de Braga firmando un contrato por tres temporadas con tres más adicionales.
El 30 de agosto de 2020 firmó con el C. D. Tenerife de la Segunda División de España en calidad de cedido por una temporada con opción a compra. Esta no se hizo efectiva y para el curso 2021-22 fichó por el F. C. Vizela. Con este equipo disputó 68 partidos en los dos años y medio que estuvo, llegando a un acuerdo para rescindir su contrato el 7 de febrero de 2024. Al día siguiente se oficializó su incorporación al San Jose Earthquakes estadounidense.

## Selección nacional
Pasó por las categorías inferiores de la selección portuguesa siendo internacional sub-16, sub-17, sub-18 y sub-20.

## Clubes
| Club                    | País           | Año       |
| ----------------------- | -------------- | --------- |
| S. C. Braga "B"         | Portugal       | 2016-2019 |
| C. D. Tondela           | Portugal       | 2019-2020 |
| S. C. Braga             | Portugal       | 2020-2021 |
| C. D. Tenerife (cedido) | España         | 2020-2021 |
| F. C. Vizela            | Portugal       | 2021-2024 |
| San Jose Earthquakes    | Estados Unidos | 2024-     |